# R̀
La R con acento grave (Mayúscula: R̀ minúscula: r̀), es un grafema utilizado en la notación fonología o poesía del Idioma croata, Idioma serbio e Idioma esloveno. Esta es la letra R diacrítica con acento grave.

## Uso
En croata y serbio, la r con acento bajo se puede utilizar para representar una r corta con un tono ascendente. 

## Codificación
La R con acento grave se puede representar con los siguientes caracteres en Unicode
| forma     | representación | Código        | descripciones                             |
| --------- | -------------- | ------------- | ----------------------------------------- |
| Mayúscula | R̀              | U+0052 U+0300 | letra mayúscula latina r con acento grave |
| minúscula | r̀              | U+0072 U+0300 | letra minúscula latina r con acento grave |